# 国摩大鹿島命
国摩大鹿島命（くになずのおおかしまのみこと）は、古墳時代の豪族・中臣氏の祖。

## 概要
『日本書紀』の垂仁天皇25年紀に中臣連の遠祖の大鹿島として登場し、阿部臣の遠祖の武渟川別、和珥臣の遠祖の彦国葺に続いて五大夫の一人に数えられている。

## 系譜
父は久志宇賀主命で、臣狭山命を子とする系図がある。